# Forêt Dugain
La forêt Dugain est une forêt privée de l'île de La Réunion.
Elle témoigne de la biodiversité exceptionnelle présente sur ce territoire insulaire. Le site, entré au Parc national de la Réunion en 2007, et faisant partie de la zone centrale de ce dernier, a été classé de fait au Patrimoine mondial de l'UNESCO.

## Situation géographique
Cet espace naturel se situe à 700 mètres d’altitude, sur le versant Est de l'île de La Réunion. Il compte ainsi parmi un des points chauds de biodiversité de la planète. Étendu sur une partie des hauts du territoire de la commune de Sainte-Suzanne, la pluviométrie importante qui y règne, fait de la Forêt Dugain, une forêt sempervirente, hygrophile de moyenne altitude, nommée plus communément « forêt de bois de couleur des Bas ».

## Historique
Forêt privée, la forêt Dugain doit son nom à Léon Dugain, propriétaire foncier qui acquiert le domaine entre les années 1939 et 1944.
Dès lors, la vocation première de la forêt est de répondre aux besoins de la population en bois de construction, « bois de fagot », « bois de chauffe », et en charbon, principale source d’énergie à l’époque. La partie basse de la forêt est défrichée et remplacée par des cultures vivrières (songes, pommes de terre, patates douces, haricots, canne à sucre…) mais aussi la culture du géranium. L’exploitation forestière, qui s’achève dans les années soixante-dix, est à l’origine de la naissance du village de Bras Pistolet, la majorité de ses habitants étant des descendants des familles ayant travaillé dans la forêt. 

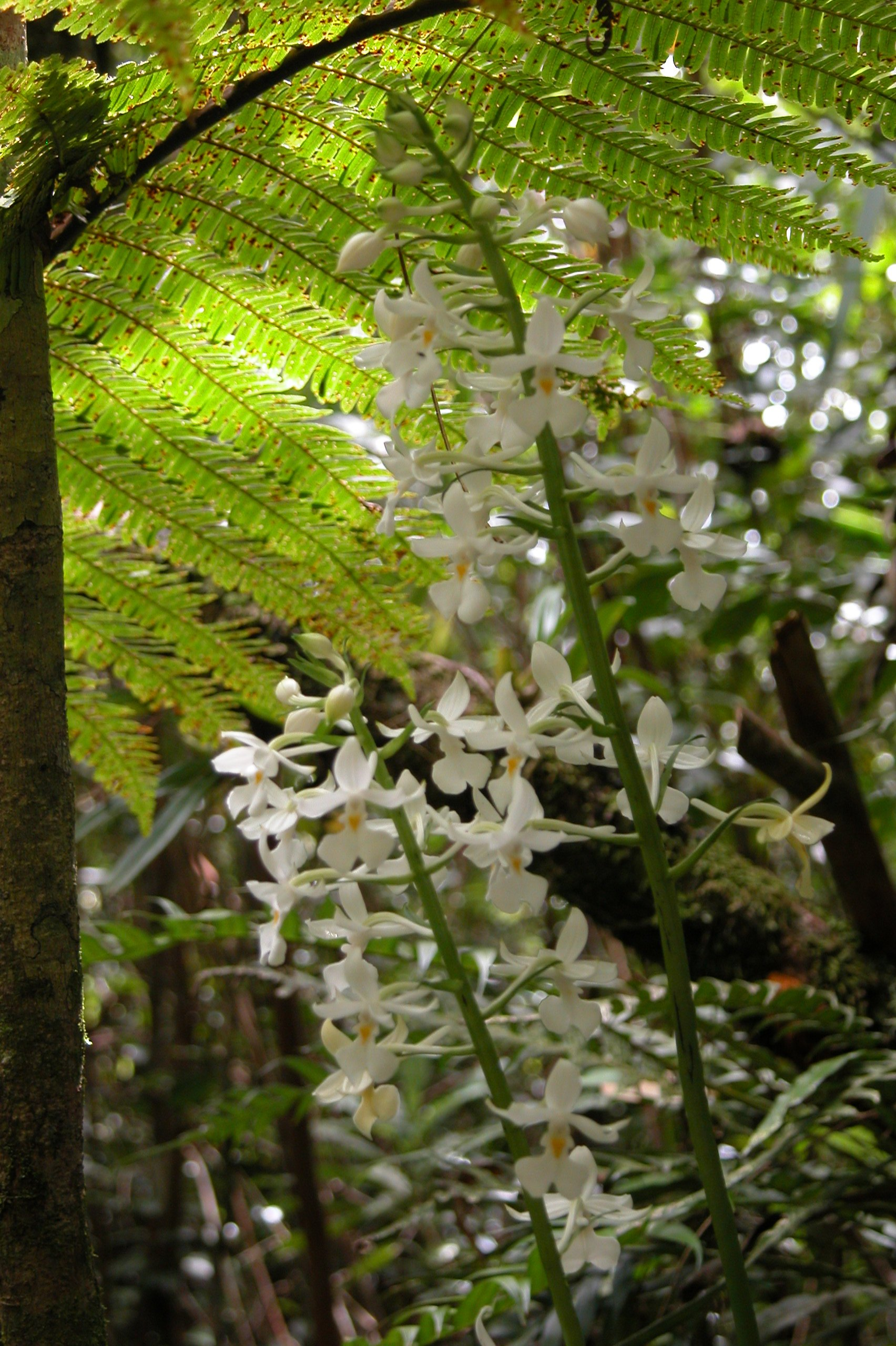
Orchidée, forêt Dugain

## Un espace naturel remarquable
Par sa biodiversité exceptionnelle, la Forêt Dugain recèle une multitude d’espèces de plantes, du lichen aux grands arbres aux noms vernaculaires très imagés (bois maigre, bois de corail, de piment, de joli cœur, de perroquet….) Les arbres, ici, ne sont pas  remarquables par leurs tailles imposantes, mais par leurs couleurs et leurs formes très diversifiées. Relativement jeunes, ils se confondent souvent avec les arbustes.
Les grands arbres laissent se développer dans leur sous-bois, les plantes sciaphiles tels les arbustes, les fougères, les orchidées terrestres. Sur leur tronc et leurs branches, ils accueillent les plantes épiphytes que peuvent être les fougères,les mousses, les lichens et les orchidées. Les lianes toujours attirées par plus de lumière s’accrochent aux troncs.
La découverte de la forêt permet ainsi un voyage botanique depuis les espèces pionnières jusqu'à l'apparition du sous-bois et des différentes strates végétales qui composent la forêt de bois de couleurs de moyenne altitude.

### Faune

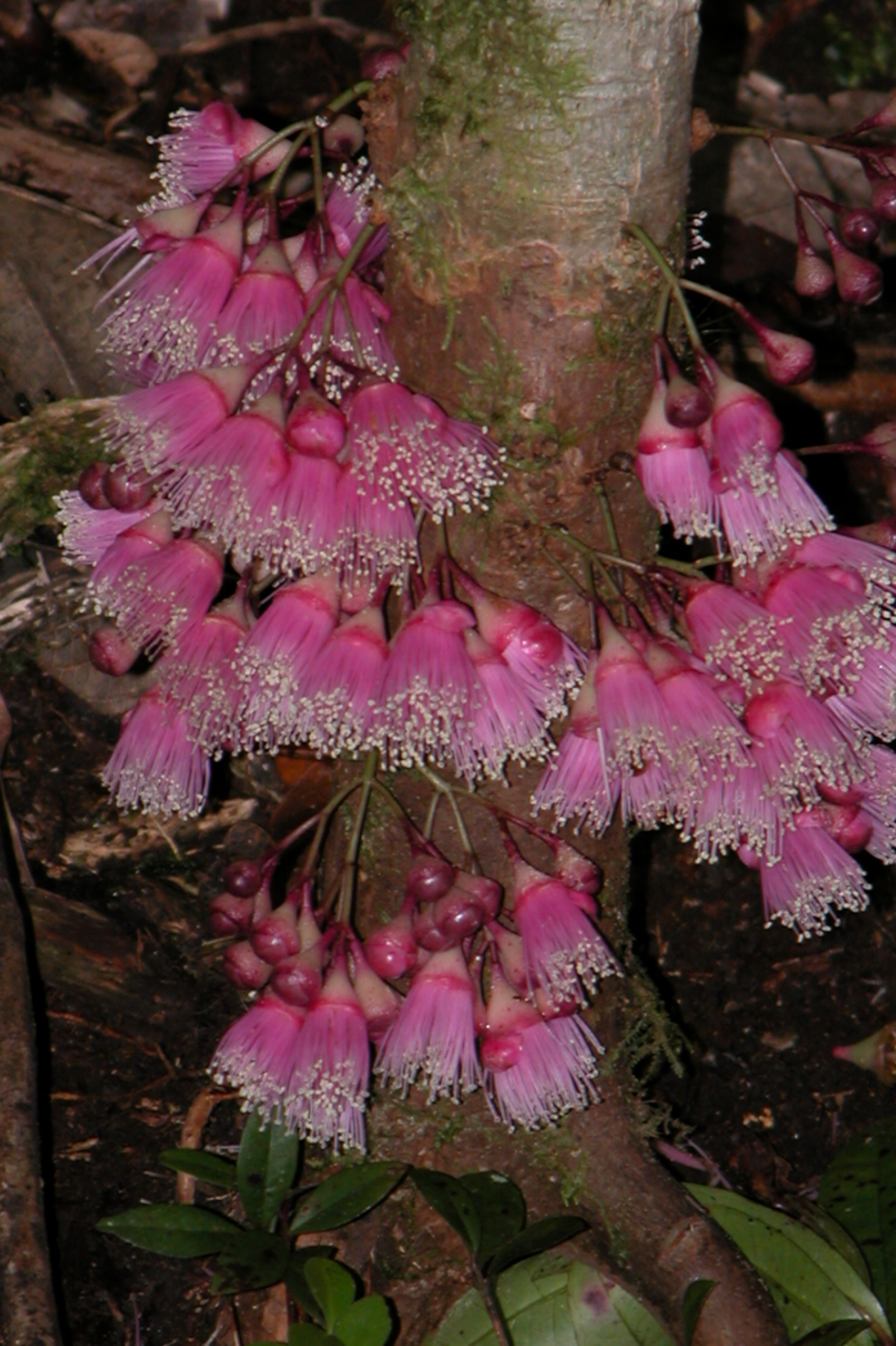
Fleurs du bois pomme (espèce cauliflore)

La forêt Dugain abrite non seulement des plantes indigènes et endémiques mais aussi des oiseaux forestiers endémiques. Parmi cette avifaune on retrouve le tec-tec, le z'oiseau blanc, le merle, l'oiseau vert, le z'oiseau la Vierge, le papangue... tous protégés par la loi de février 1987. La présence d’un des deux reptiles endémiques de la Réunion, le gecko vert des hauts (Phelsuma borbonica) et de nombreux insectes, araignées et autres espèces composant la microfaune, intensifie la biodiversité du lieu.

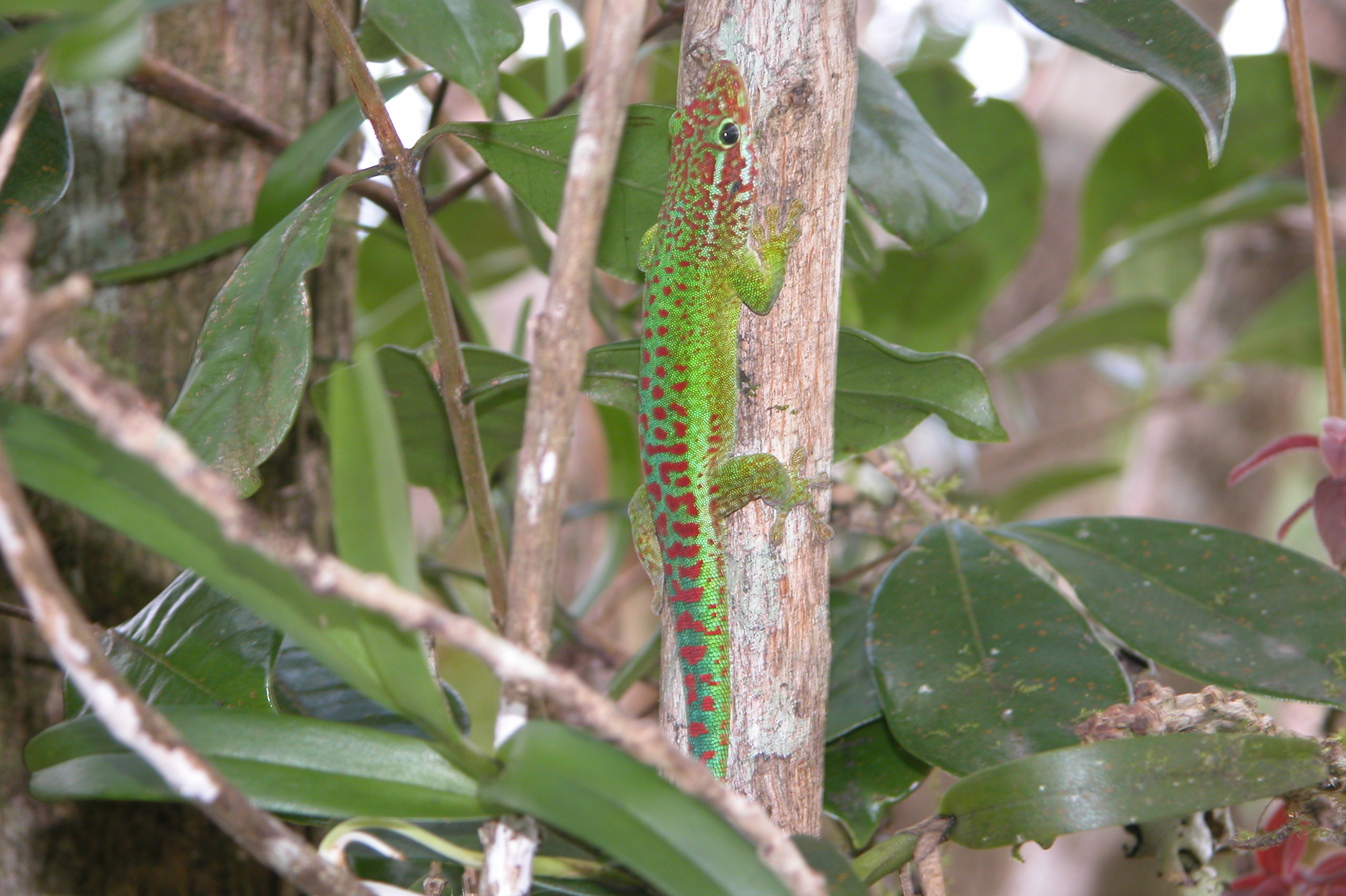
Gecko papillon, forêt Dugain

## Un patrimoine mondial
Malgré l’exploitation intense du passé, la Forêt Dugain est relativement bien préservée et ses richesses écologiques lui ont valu un classement au cœur du Parc national de la Réunion crée en 2007 et par là une inscription au Patrimoine mondial de l’Unesco.

## Écologie et éducation
Depuis 2000 la Forêt Dugain s’est donné principalement une vocation écologique et éducative. Des visites guidées permettent aux uns et aux autres d’être sensibilisés non seulement à la richesse et à la beauté de la forêt réunionnaise mais surtout à son extrême fragilité et à la nécessité de mieux la connaître pour mieux la préserver.

## Espace privé préservé et réglementé
On accède à la forêt Dugain en empruntant la route des Hauts à Sainte-Suzanne. Depuis 2012 un accès est possible depuis la commune limitrophe de Sainte-Marie. Il s'agit d'un espace privé dont l'accès est réglementé. La forêt et sa ferme pédagogique accueillent depuis de nombreuses années des groupes de randonneurs passionnés ou curieux de tous horizons (touristes, personnes âgées, centres de vacances, scolaires, familles...),. Elle se visite exclusivement sur réservation.

### La forêt privée de La Réunion
La forêt Dugain fait partie des 10 000 hectares de forêt privée de l'île faisant partie du cœur du parc national réunionnais. Les propriétaires sont regroupés au sein du syndicat des propriétaires forestiers de la Réunion dont la présidente siège au conseil d'administration du Parc national. L'instance permet de conjuguer et d'harmoniser intérêts privés et publics et préservation du patrimoine naturel.